# Vince Hunter
Vincent Shamar Hunter, detto Vince (Detroit, 5 agosto 1994), è un cestista statunitense.

## Caso di doping
Dopo gara 4 di finale nel giugno 2021, viene trovato positivo al carboxy-THC, venendo sospeso per 3 mesi. Questa squalifica causerà la rescissione unilaterale del contratto con la Virtus rinnovato poche settimane prima.

## Statistiche

### College
| Anno      | Squadra     | PG | PT | MP   | TC%  | 3P%  | TL%  | RP  | AP  | PRP | SP  | PP   |
| --------- | ----------- | -- | -- | ---- | ---- | ---- | ---- | --- | --- | --- | --- | ---- |
| 2013-2014 | UTEP Miners | 34 | 28 | 25,8 | 55,8 | 0,0  | 60,9 | 6,5 | 1,3 | 0,8 | 0,7 | 12,3 |
| 2014-2015 | UTEP Miners | 33 | 30 | 28,5 | 52,6 | 40,0 | 59,9 | 9,2 | 1,7 | 1,2 | 1,0 | 14,9 |
| Carriera  | Carriera    | 67 | 58 | 27,1 | 54,0 | 33,3 | 60,4 | 7,9 | 1,5 | 1,0 | 0,9 | 13,6 |

### NBA

#### Regular Season
| Anno      | Squadra           | PG | PT | MP  | TC%  | 3P% | TL% | RP  | AP  | PRP | SP  | PP  |
| --------- | ----------------- | -- | -- | --- | ---- | --- | --- | --- | --- | --- | --- | --- |
| 2017-2018 | Memphis Grizzlies | 4  | 0  | 1,8 | 60,0 | -   | -   | 0,8 | 0,0 | 0,0 | 0,3 | 1,5 |
| Carriera  | Carriera          | 4  | 0  | 1,8 | 60,0 | -   | -   | 0,8 | 0,0 | 0,0 | 0,3 | 1,5 |

### G League

#### Regular Season
| Anno      | Squadra        | PG | PT | MP   | TC%  | 3P%  | TL%  | RP   | AP  | PRP | SP  | PP   |
| --------- | -------------- | -- | -- | ---- | ---- | ---- | ---- | ---- | --- | --- | --- | ---- |
| 2015-2016 | Reno Bighorns  | 32 | 32 | 31,9 | 58,9 | 20,0 | 65,9 | 11,3 | 1,4 | 1,0 | 1,5 | 21,8 |
| 2017-2018 | Memphis Hustle | 13 | 9  | 28,2 | 47,5 | 17,4 | 70,3 | 8,5  | 2,2 | 1,1 | 1,3 | 16,2 |
| Carriera  | Carriera       | 45 | 41 | 30,8 | 55,9 | 17,9 | 66,9 | 10,5 | 1,6 | 1,0 | 1,5 | 20,2 |

### Eurolega
| Anno      | Squadra       | PG | PT | MP  | TC%  | 3P% | TL%  | RP  | AP  | PRP | SP  | PP  |
| --------- | ------------- | -- | -- | --- | ---- | --- | ---- | --- | --- | --- | --- | --- |
| 2015-2016 | Panathīnaïkos | 8  | 0  | 7,9 | 60,0 | 0,0 | 61,5 | 1,9 | 0,0 | 0,0 | 0,4 | 4,0 |
| Carriera  | Carriera      | 8  | 0  | 7,9 | 60,0 | 0,0 | 61,5 | 1,9 | 0,0 | 0,0 | 0,4 | 4,0 |

### Eurocup
| Anno      | Squadra          | PG | PT | MP   | TC%  | 3P%  | TL%  | RP  | AP  | PRP | SP  | PP   |
| --------- | ---------------- | -- | -- | ---- | ---- | ---- | ---- | --- | --- | --- | --- | ---- |
| 2019-2020 | Virtus Bologna   | 16 | 0  | 16,0 | 51,1 | 16,7 | 61,1 | 4,2 | 1,1 | 0,6 | 0,8 | 8,6  |
| 2020-2021 | Virtus Bologna   | 21 | 0  | 17,2 | 62,6 | 60,0 | 74,7 | 4,6 | 1,4 | 1,1 | 0,6 | 9,8  |
| 2021-2022 | Metropolitans 92 | 18 | 16 | 28,0 | 52,8 | 20,0 | 74,5 | 7,3 | 2,0 | 1,5 | 0,9 | 12,6 |
| Carriera  | Carriera         | 55 | 16 | 20,4 | 55,4 | 32,3 | 69,7 | 5,4 | 1,5 | 1,1 | 0,7 | 10,4 |

## Palmarès

### Club

#### Competizioni nazionali
- Campionato italiano: 1

Virtus Bologna: 2020-2021
- Coppa di Grecia: 2

Panathīnaïkos: 2015-2016
AEK Atene: 2017-2018
- Coppa di Russia: 1

Zenit San Pietroburgo: 2023-2024

#### Competizioni internazionali
- Basketball Champions League: 1

AEK Atene: 2017-2018
- Coppa Intercontinentale: 1

AEK Atene: 2019
- VTB United League: 1

UNICS Kazan': 2022-2023
- Supercoppa VTB United League: 1

Zenit San Pietroburgo: 2023

### Individuale
- Basketball Champions League Star Lineup: 1

AEK Atene: 2018-19
- All-Eurocup Second Team: 1

Virtus Bologna: 2020-21
- VTB United League Defensive Player of the Year: 1

Zenit San Pietroburgo: 2023-24